# 巴索勒欧莱尔
巴索勒欧莱尔（法語：Bassoles-Aulers）是法国皮卡第大区埃纳省的一个市镇，属于拉昂区阿尼济堡县。该市镇2009年时的人口为139人。

## 人口
巴索勒欧莱尔人口变化图示
| 数据来源：INSEE |